# Jean Irigoin
 (mai 2022).
 (juin 2020).
Jean Irigoin, né le 8 novembre 1920 à Aix-en-Provence (Bouches-du-Rhône) et mort le 28 janvier 2006 à Paris, est un philologue, codicologue et paléographe français, spécialiste de l'histoire de la transmission des textes.

## Biographie

### Origine et formation
Jean Marie Sauveur Irigoin-Guichandut naît à Aix-en-Provence. Il suit ses études secondaires et supérieures à Paris : d'abord au lycée Saint-Louis-de-Gonzague, puis à la Sorbonne et à l'École pratique des hautes études (EPHE).

### Carrière
Après avoir enseigné dans le secondaire et passé l'agrégation de grammaire, il occupe de 1946 à 1948 le poste de chef de la section culturelle du groupe français du Conseil de contrôle de Berlin. De retour en France, il opte pour le CNRS. Disciple d'Alphonse Dain et de Pierre Chantraine, il soutient en 1952 sa thèse principale sur l’Histoire du texte de Pindare et en 1953, une thèse secondaire intitulée Recherches sur les mètres de la lyrique chorale grecque : la structure du vers. Parallèlement, il collabore au Thesaurus Linguae Graecae et donne des cours à l’Université de Hambourg.
En 1953, il rejoint la faculté des lettres de l'université de Poitiers où il est maître de conférences, puis professeur de langue et littérature grecques. À la mort d'Alphonse Dain en 1964, il prend la direction de la série grecque de la Collection des Universités de France aux éditions des Belles Lettres, qu'il conservera jusqu'en 1999 ; 236 volumes seront en tout publiés sous sa supervision. En 1965, il est élu à la chaire de philologie grecque de l'actuelle université Paris-Nanterre. La même année, il rejoint l'École pratique des hautes études (IVe section) comme directeur d'études de philologie grecque, là encore à la suite d'Alphonse Dain. Il est élu en 1972 à la chaire de philologie grecque classique de l'université Paris-Sorbonne. En 1985, il quitte la Sorbonne pour le Collège de France, où est créée pour lui la chaire de tradition et critique des textes grecs. Il succède à Jacqueline de Romilly qui occupait la chaire de formation de la pensée morale et politique grecques. Il prend sa retraite au Collège de France en 1990. Il fut président de la Fédération internationale des associations d’études classiques de 1989 à 1994. Il avait épousé Janine Garaud (1926-2023).

## Distinctions
- 1981 : élection à l'Académie des inscriptions et belles-lettres
- 1983-1996 : vice-président de l'Association Guillaume Budé de 1983 à 1996
- 1989-1994 : président de la Fédération internationale des associations d'études classiques
- 1988-1993 : président du Comité international de paléographie grecque
- 2003 : docteur honoris causa de l'université nationale et capodistrienne d'Athènes

## Publications
- 1952 : Histoire du texte de Pindare, Paris, Klincksieck (thèse principale)
- 1953 : Recherches sur les mètres de la lyrique chorale grecque : la structure du vers, Paris, Klincksieck (thèse secondaire)
- 1954 : « La tradition manuscrite de Sophocle », Revue des études grecques, t. 67, p. 507-511
- 1958 :
  - Les scholies métriques de Pindare, Genève, Droz (Bibliothèque de l’École pratique des hautes études, Sciences historiques et philologiques, fascicule 310)
  - « Pour une étude des centres de copie byzantins I », Scriptorium, 12, p. 208-227
- 1959 : « Pour une étude des centres de copie byzantins II », Scriptorium, 13, p. 177-209
- 1972 : Règles et recommandations pour les éditions critiques, Paris, Les Belles Lettres (Collection des Universités de France ; série grecque)
- 1977 : La paléographie grecque et byzantine (en collaboration avec Jacques Bompaire), actes des Colloques internationaux du CNRS, no 559, Paris, 21-25 octobre 1974
- 1988 : « Accidents matériels et critique des textes », Revue d’histoire des textes, 16, p. 1-36
- 1997 : Tradition et critique des textes grecs, Paris, Belles Lettres (recueil de conférences données à la IVe section de l'EPHE et de leçons données au Collège de France)
- 2001 : « L'Italie méridionale et la transmission des textes grecs du VIIe au XIIe siècle » dans L’Ellenismo italiota dal VII al XII secolo, Convegno Internazionale 8 organizzato da: Istituto Ellenico di Studi Bizantini e Postbizantini di Venezia  Istituto di Ricerche Bizantine / Atene, Venezia 13-16 novembre 1997, Athènes, 2001, p. 83-98.
- 2003 :
  - La Tradition des textes grecs. Pour une critique historique, Paris, Belles Lettres
  - « Lire, c’est d’abord chercher à comprendre », dans Christian Jacob (éd.), Des Alexandries II. Les métamorphoses du lecteur, Paris, éditions de la Bibliothèque nationale de France, p. 197-206.

Pour la Collection des universités de France, il a établi le texte de l'édition de Bacchylide, contribué à établir celui du tome IX (épigrammes 359-827) de l'Anthologie palatine et rédigé en collaboration avec Robert Flacelière l'introduction générale de l'édition des Moralia de Plutarque.